# Luspatercept
Luspatercept, vendido bajo el nombre comercial de Reblozyl, es un medicamento utilizado para el tratamiento de la anemia en pacientes con beta talasemia y síndrome mielodisplásico. Fue desarrollado por Acceleron Pharma en colaboración con Celgene.
La Administración de Alimentos y Medicamentos (FDA) lo etiquetó como droga huérfana en el 2013, recibiendo la aprobación para ambas indicaciones en el 2015.

## Desarrollo clínico
Estudios de la fase III evaluaron la eficacia de Luspatercept para el tratamiento de la anemia en beta talasemia y síndrome mielodisplásico.

## Estructura y función
Luspatercept es una proteína de fusión recombinante derivada desde el receptor tipo IIb de activina humana (ActRIIb) vinculado a una proteína derivada de Inmunoglobulina G. Esta se une a la familia de ligandos TGFB para reducir las señales de la proteína SMAD2/3, aumentando así el proceso de maduración eritrocitaria.